# Guerriglia comunista
Guerriglia comunista fu un'organizzazione comunista che teorizzava la lotta di classe e la lotta contro l'eroina, considerata una droga diffusa o permessa dallo Stato italiano per controllare lavoratori e studenti e prevenire la rivoluzione proletaria, che insieme alle Brigate Rosse e alle Unità comuniste combattenti formò il Movimento Proletario Resistenza Offensivo.

## Le idee e le azioni principali
La azioni principali furono per lo più omicidi contro spacciatori di droga, considerati criminali a servizio dello stato e della borghesia contro gli interessi dei lavoratori, ed azioni armate contro le caserme dei carabinieri e della Polizia di Stato, accusati di essere il braccio armato della borghesia.